# NGC 5927
NGC 5927 ist die Bezeichnung eines Kugelsternhaufens im Sternbild Wolf. NGC 5927 hat einen Durchmesser von 12' und eine scheinbare Helligkeit von 8,3 mag. 
Der Kugelsternhaufen wurde im Jahr 1826 von dem schottischen Astronomen James Dunlop mithilfe eines 9-Zoll-Teleskops entdeckt und später vom dänischen Astronomen Johan Ludvig Emil Dreyer im New General Catalogue verzeichnet.